# Karl Andrä
Karl Andrä (* 24. Oktober 1898 als Carl Friedrich Andrä in Dresden; † 11. Dezember 1981 in Pirna) war ein deutscher Lehrer, Heimatforscher und Funktionär der Kulturbundes zur demokratischen Erneuerung Deutschlands.

## Leben
Er war der Sohn des Schlossers Carl Franz Andrä und dessen Ehefrau Anna Marie Andrä geb. Clauß. Andrä besuchte ab 1912 das Lehrerseminar in Pirna und war nach dem Ersten Weltkrieg als Biologielehrer in Falkenberg, Reichenbach und Lübau tätig. 1933 als SPD-Mitglied mit einem Berufsverbot belegt, arbeitete in der Folgezeit als Hilfskraft bei einem Dresdner Geigenbauer und wurde 1939 zum Kriegsdienst eingezogen. Nach dem Zweiten Weltkrieg und der Entlassung aus der amerikanischen Kriegsgefangenschaft war er ab 1946 Schuldirektor in Dittersbach und Pirna. Am Zentralinstitut für Lehrerweiterbildung in Dresden-Wachwitz leitete er die Sektion Unterrichtsfächer und Methodik. Nach der Gründung des Kulturbundes wurde er Vorsitzender der Bezirkskommission Dresden des Kulturbundes. 1954 rief er öffentlich die Mitglieder des Kulturbundes zur verstärkten Mitarbeit an der Erforschung der Geschichte der deutschen Arbeiterbewegung auf. 1960 amtierte er als stellvertretender Vorsitzender des Rates des Kreises Pirna. 
Andrä war außerdem Mitglied des Arbeitskreises zur Erforschung der Sächsischen Schweiz in der Geographischen Gesellschaft der DDR, Sektion Dresden, die im Heimatmuseum der Stadt Wehlen im Elbsandsteingebirge ihren Sitz hatte. 1956 gehörte er dem Redaktionskollegium der Zeitschrift Geschichte in der Schule an. Außerdem war er ab 1954 Mitherausgeber der Heimatkundlichen Blätter des Bezirkes Dresden. Aus Geschichte und Natur Ostsachsens – unserer Heimat (ab Heft 12/13 umbenannt in: Heimatkundliche Blätter der Bezirke Dresden, Karl-Marx-Stadt, Leipzig. Aus Geschichte und Natur Sachsens).

## Schriften (Auswahl)
- An der Planwiese im Rabenauer Grund. In: Über Berg und Tal. Band 65, 1942, S. 58–60.
- Verstärkt die Mitarbeit an der Erforschung der Geschichte der deutschen Arbeiterbewegung. In: Sächsische Heimatblätter, 1955, H. 6/7, S. 88.
- (mit Dieter Weber): Lapis regis – der Königstein. Rat des Kreises Pirna, Abteilung für Kultur, 1955.
- (mit Hans Jokisch): Fachlich-methodische Weiterbildung der Lehrer. Biologie. Leistungskontrolle und Prüfungen, Volk und Wissen, Berlin 1955.
- (Redaktion u. a.): Sächsische Schweiz. Berichte des Arbeitskreises zur Erforschung der Sächsischen Schweiz in der Geographischen Gesellschaft der DDR (Sektion Dresden), Sitz Heimatmuseum Stadt Wehlen. Rat des Kreises Pirna, 1963.

## Ehrungen
- Verdienter Lehrer des Volkes (1952)